# Ceton
Ceton is een gemeente in het Franse departement Orne (regio Normandië). De plaats maakt deel uit van het arrondissement Mortagne-au-Perche. Ceton telde op 1 januari 2022 1.765 inwoners.

## Geografie
De oppervlakte van Ceton bedroeg op 1 januari 2022 59,39 vierkante kilometer; de bevolkingsdichtheid was toen 29,7 inwoners per km².

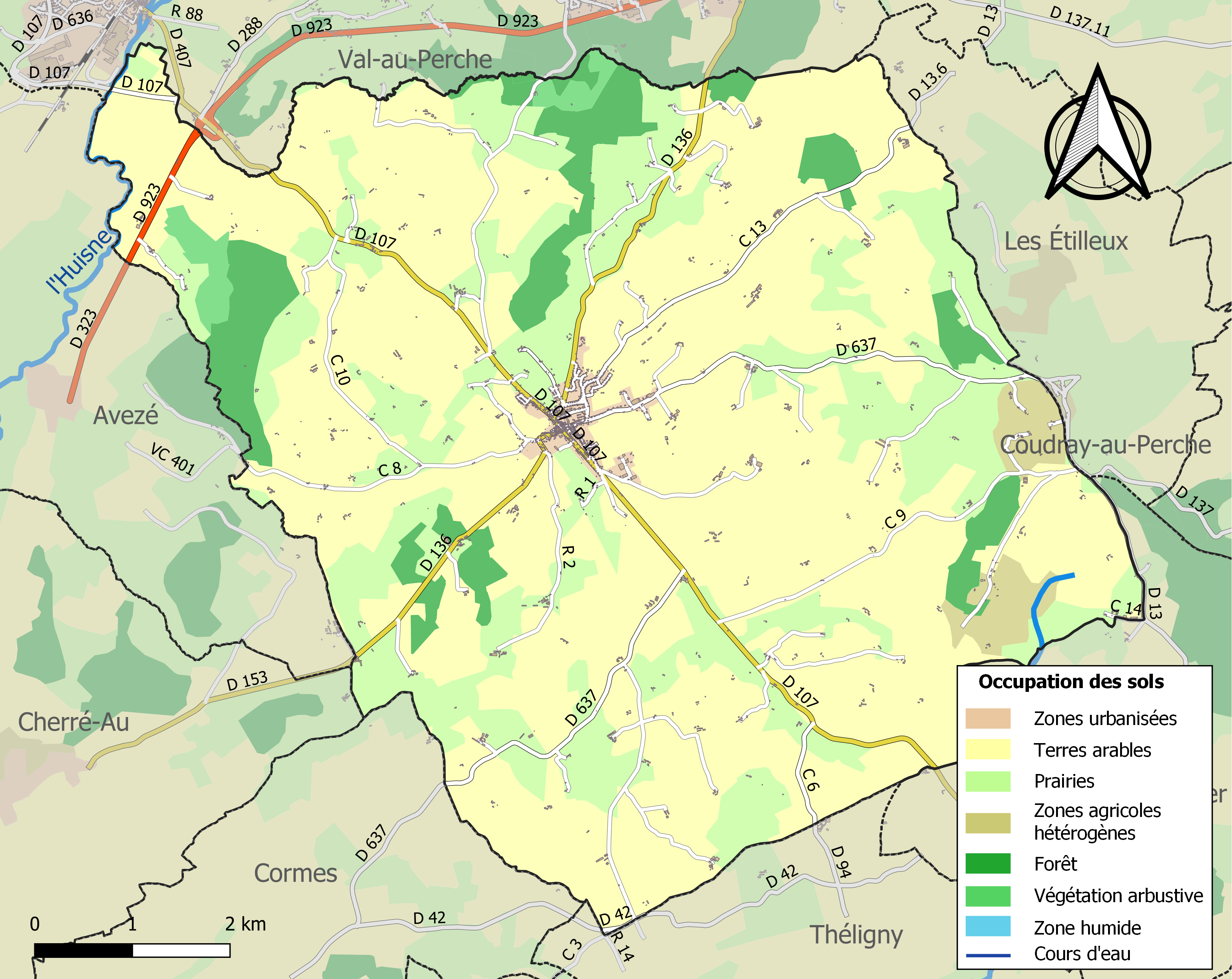
Kaart van de gemeente met belangrijkste infrastructuur, bodemgebruik en omliggende gemeenten

## Demografie
Onderstaande figuur toont het verloop van het inwonertal (bron: INSEE-tellingen).